# سكوت كاسيدي
سكوت كاسيدي (بالإنجليزية: Scott Cassidy) هو لاعب كرة قاعدة أمريكي، ولد في 3 أكتوبر 1975 في سيراكيوز في الولايات المتحدة.

## وصلات خارجية
- سكوت كاسيدي على موقعبيزبول رفرنس.كوم (الدوري الرئيسي) (الإنجليزية)
- سكوت كاسيدي على موقع مشجعي الرسوم البيانية (الإنجليزية)